# Здание Смольного
«Смо́льный институ́т» — здание Смольного института благородных девиц, возведённое в 1806—1808 годах в Санкт-Петербурге (Российская империя) по проекту архитектора итальянского происхождения Джакомо Кваренги. Является памятником истории и архитектуры классицизма, а также музеем и резиденцией губернатора Санкт-Петербурга.
Здание наиболее известно ключевой ролью в событиях Октябрьской революции 1917 года.

## История
После основания в 1703 году Санкт-Петербурга на территории нынешнего Смольного проспекта находился Смоляной или Смольный двор, на котором хранили смолу для Адмиралтейской верфи и флота.
Работы по проектированию и строительству существующего здания были начаты в самом конце царствования Екатерины II. В плане архитектуры Смольный продолжает цепочку общественных зданий 1790-х годов, в которых Кваренги варьирует одни и те же палладианские мотивы. Из сооружений этой группы Смольный строился одновременно с Екатерининским институтом и после Ассигнационного банка.

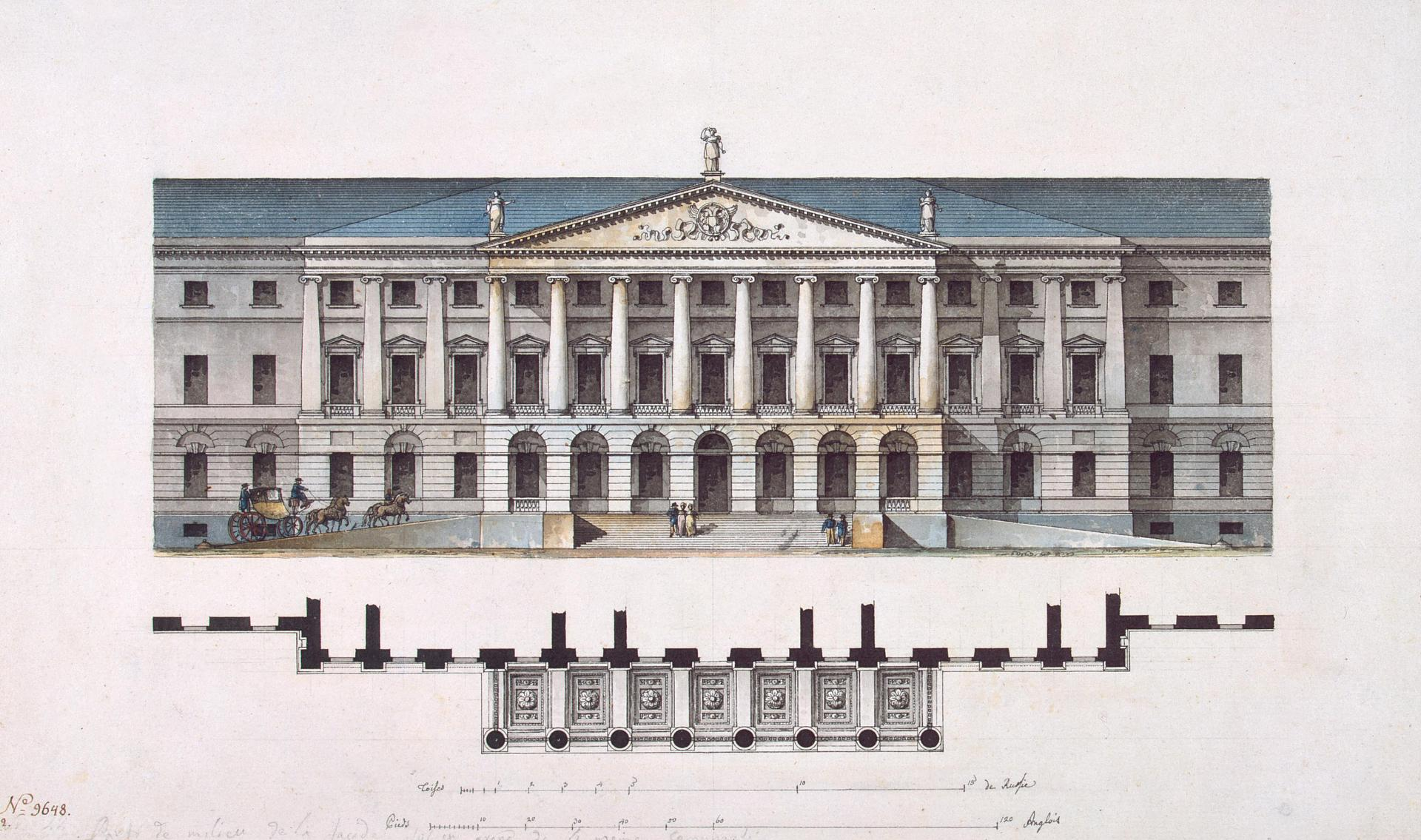
Проект фасада (архитектор Джакомо Кваренги)

«Монументальность формы, ясность и простота композиции, строгость пропорций, торжественный 8-колонный портик, расположенный в центре протяжённого фасада над аркой с входами, создают величественный архитектурный образ общественного здания».
До 1917 года в здании, построенном Кваренги, располагался Смольный институт благородных девиц — первое в России женское учебное заведение, положившее начало женскому образованию. В интерьере доминирует Белый (Актовый) зал, где проходили балы и другие торжественные мероприятия с участием воспитанниц. Сохранились и другие интерьеры эпохи классицизма.
В октябре 1917 года институт был переведён в Новочеркасск, после чего в опустевшем здании расположился штаб по подготовке к Октябрьской революции, которым руководил Петроградский военно-революционный комитет.
До переноса столицы в Москву в марте 1918 года именно Смольный служил штаб-квартирой большевистского правительства и лично В. И. Ленина. В ноябре 1917 года здесь проходил Всероссийский съезд советов, принявший декреты о мире и о земле.
С целью подчеркнуть роль Смольного как колыбели Революции в середине 1920-х были проведены работы по благоустройству окружающей здание территории: вход оформлен пропилеями (архитекторы В. А. Щуко, В. Г. Гельфрейх), разбит регулярный сквер (Р. Ф. Катцев, А. И. Гегелло), установлен памятник Ленину работы В. В. Козлова (1927). В 1932 году в саду появились также бронзовые бюсты К. Маркса и Ф. Энгельса.
Начиная с 1918 года здание занимали партийные органы и органы городского управления — Ленинградский областной и городской комитеты ВКП(б)/КПСС (до 1991 года). 1 декабря 1934 года в Смольном был убит глава ленинградских коммунистов Сергей Киров.

## Современность
23 августа 1991 года после августовского путча президиум Ленсовета постановил опечатать Смольный, где находились помещения обкома и горкома КПСС, а также мемориальная комната Ленина. Депутаты Ленсовета сняли красный флаг над Смольным, на смену ему был поднят российский триколор. Впоследствии в Смольный переехала мэрия Ленинграда во главе с мэром города Собчаком, с 1996 года Смольный служит официальной резиденцией губернатора.
В XXI в. слово «Смольный» часто используется для условного обозначения располагающихся в данном здании правительства Санкт-Петербурга и резиденции губернатора, а также просто как синоним понятия «власть Санкт-Петербурга».
Внутри можно посетить ряд музейных экспозиций, отражающих всю историю здания — Государственный историко-мемориальный Санкт-Петербургский музей Архивная копия от 17 июня 2007 на Wayback Machine.

## В искусстве

Смольный в филателии
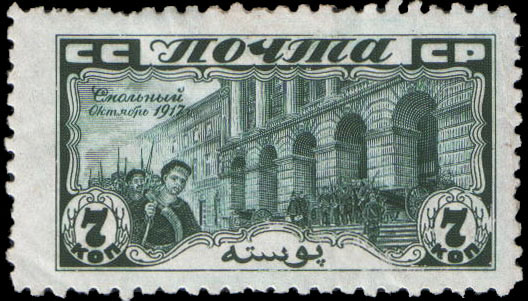
Почтовая марка СССР, 1927 год. 10 лет Октября: Смольный
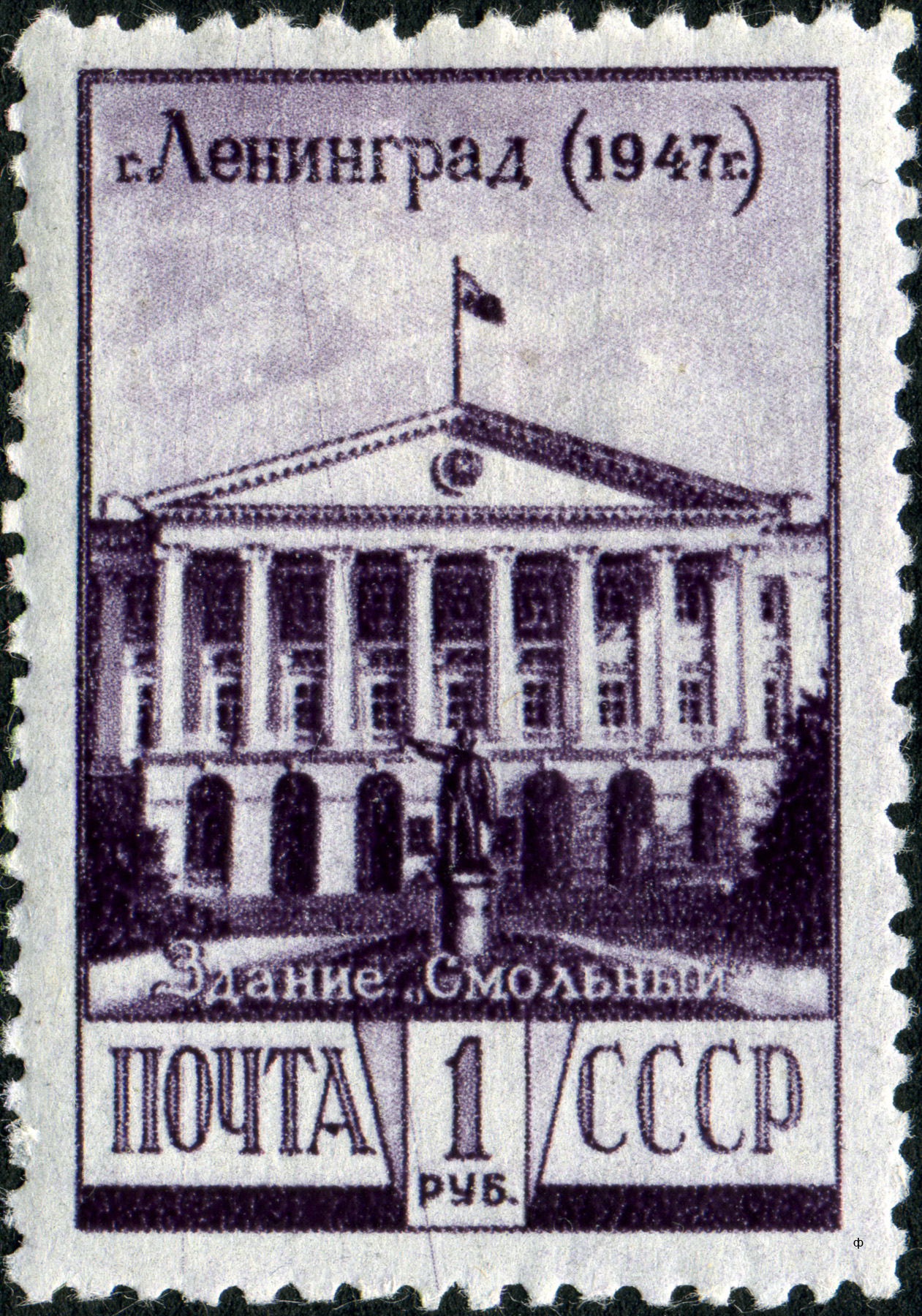
Почтовая марка СССР 1947 год, номиналом 1 рубль из выпуска «Виды Ленинграда» 1948 года.
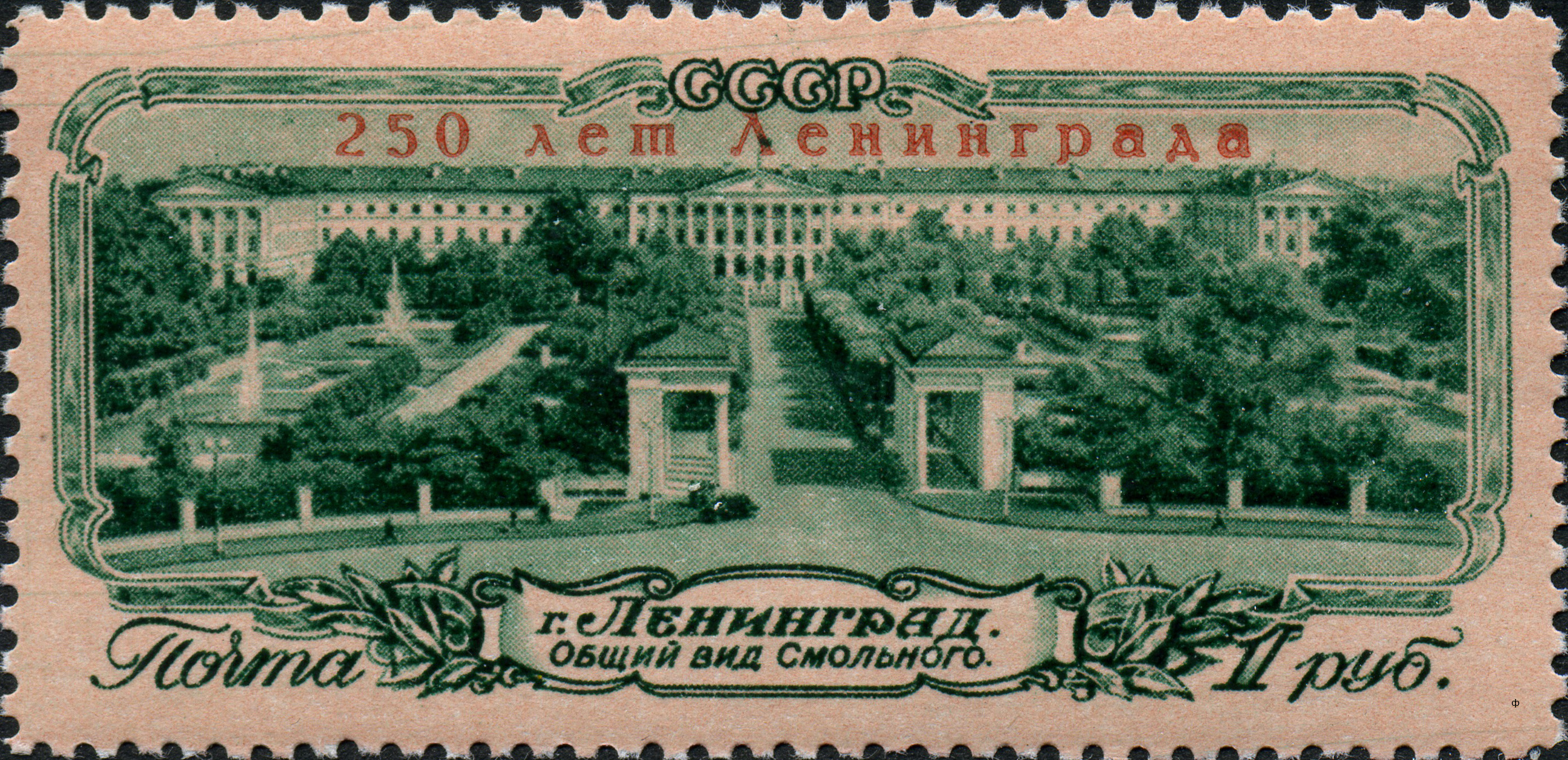
Общий вид Смольного. 250 лет Ленинграда. Марка СССР, 1953.
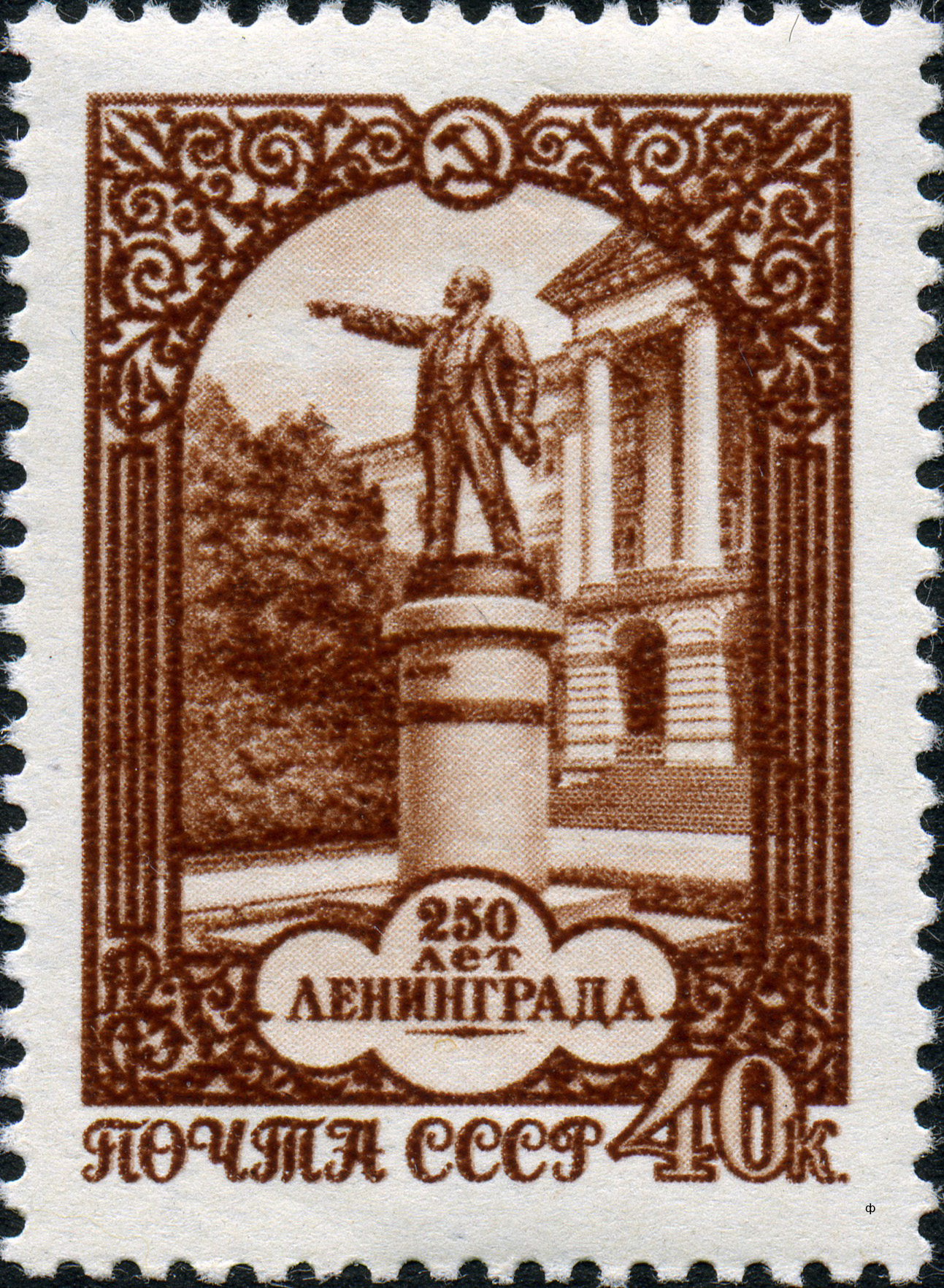
Почтовая марка, 1957 год. Памятник Ленину у Смольного
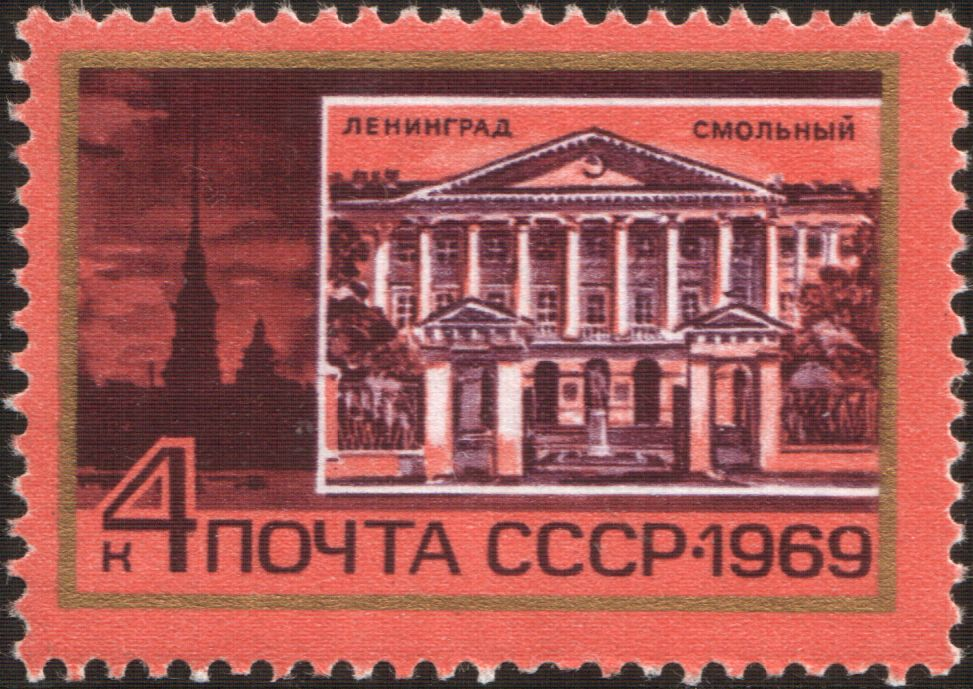
Почтовая марка СССР, 1969 год